# Rafaël Pividal
Pour les articles homonymes, voir Rafael Pividal.
 (mars 2010).
Si vous disposez d'ouvrages ou d'articles de référence ou si vous connaissez des sites web de qualité traitant du thème abordé ici, merci de compléter l'article en donnant les références utiles à sa vérifiabilité et en les liant à la section « Notes et références ».
Rafaël Pividal, né le 2 août 1934 à Hurlingham en Argentine et mort le 2 octobre 2006 à Villejuif, est un écrivain et philosophe français.

## Biographie
Rafaël Pividal est le fils d'une mère française, Claude Saillard, danseuse classique, et d'un père argentin, Rafaël Juan José Pividal (28/04/1896-29/07/1945) avocat.
Il est le frère de Francisco Pividal, Marie Pividal, Geneviève Pividal, Jorge Pividal et Claude Jean Pividal.
Il a eu deux enfants, Isabel Pividal et Sébastien Pividal.
La grand-mère maternelle de Rafael est l'actrice française Germaine Dermoz (1888-1966).
À la mort de son père en 1945, Rafael et sa mère se retrouvent dans un grand dénuement. Dès l'âge de 14 ans, il doit donner des cours particuliers pour gagner un peu d'argent.
Il fait ses études secondaires à Buenos Aires et passe un baccalauréat français (1952) ; il vient alors en France faire des études supérieures de philosophie. Étudiant à la Sorbonne, il fait partie d'un groupe où se trouvent Gabriel Cohn-Bendit, Lucien Sebag et Pierre Clastres. Il est reçu à l'agrégation de philosophie en 1959.
À partir de 1964, il enseigne la sociologie de l'art à la Sorbonne. Il soutient sa thèse de doctorat (sociologie) en 1995 et est par la suite habilité à la direction de thèse.
Parallèlement à son enseignement, Rafaël Pividal est successivement membre des comités de rédaction des revues Exil et Roman et écrit de nombreux ouvrages.

## Œuvres
Thèse de doctorat
- De la logique narrative, ou du sens et de la fonction de la fiction, Université Paris 5, 1995, sous la direction d'André Akoun

Fiction et essais
- Une paix bien intéressante, Seuil, 1963.
- Tentative de visite à une base étrangère, Seuil, 1969.
- Plus de quartier pour Paris, Seuil, 1970.
- Le Capitaine Nemo et la science, Grasset, 1972.
- Émily et une nuit, Seuil, 1974.
- La Maison de l’écriture, Seuil, 1976.
- Pays sages, Rupture, 1977.
- Le Mensonge - Chronique des années de crise, Ed. Encres, 1978  (ISBN 9782862220055)
- La Tête de Louis XVI, Rupture, 1978.
- Un professeur d’américain, Balland, 1978.
- Le Pré-joli, Balland, 1979.*[3]
- Le Faux-prêtre, Presses de la Renaissance, 1980.
- La Découverte de l’Amérique, Grasset, 1981.
- La Montagne fêlée, Grasset, 1985.
- Grotius, Grasset, 1986 (Prix Sainte-Beuve).
- Hugo, l’enterré vivant, Presses de la Renaissance, 1989.
- Le Petit Marcel, Grasset, 1989.
- Le Goût de la catastrophe, Presses de la Renaissance, 1991.
- Les Aventures ordinaires de Jacques Lamare, Quai Voltaire, 1992.
- 1994, Robert Laffont, 1993.

## Filmographie
- 1992 : Hector Guimard, un architecte et ses folies[4] de Pascal Kané : Lui-même.